# Qongqongthwane
"Qongqongthwane" eller "Klick-sången" är en traditionell sydafrikansk folksång på xhosa som sjungs på bröllop för att skänka brudparet lycka och framgång. Den kallades The Click Song (klick-sången) av de engelska kolonisatörerna som inte kunde uttala titeln på xhosa. Sången blev en stor framgång för Miriam Makeba, som har spelat in den i flera versioner under titlarna  Qongqotwhane respektive The Click Song, och är typisk för hennes användning av klickljud
Originaltiteln betyder fritt översatt "knack knack bagge" och är xhosa för en art svartbaggar som framkallar ett knäppande ljud. Texten handlar om skalbaggen och har bara två strofer, som upprepas igen och igen.
År 1968 spelade Cher in sin version av klick-sången, som dock saknade klickljud.